# Aeroportul Orsk
Aeroportul Orsk (IATA: OSW, ICAO: UWOR) este un aeroport din Orsk, Districtul urban Orsk⁠(d), Regiunea Orenburg, Rusia ce deservește zona Orsk. Aeroportul a fost tranzitat în 2017 de 26.310 pasageri. A fost deschis în 1958 și numit după zona deservită.
Situat la o altitudine de 277 m, aeroportul dispune de 1 pistă. Este operat de Orenair⁠(d).

## Infrastructură

### Piste
Aeroportul dispune de o singură pistă. Pista 07/25 are suprafața de asfalt și dimensiunile 2.911 m × 45 m. 